# Division d'Honneur 1934-35
La Primera División de Bélgica 1934/35 fue la 35.ª temporada de la máxima competición futbolística en Bélgica.

## Tabla de posiciones
| Pos | Equipo                      | PJ | PG | PE | PP | GF | GC  | Pts | DG  | Notas                    |
| --- | --------------------------- | -- | -- | -- | -- | -- | --- | --- | --- | ------------------------ |
| 1   | Royale Union Saint-Gilloise | 26 | 21 | 3  | 2  | 84 | 29  | 45  | +55 |                          |
| 2   | K Liersche SK               | 26 | 19 | 2  | 5  | 78 | 39  | 40  | +39 |                          |
| 3   | Daring Club de Bruxelles    | 26 | 15 | 5  | 6  | 69 | 42  | 35  | +27 |                          |
| 4   | Beerschot                   | 26 | 14 | 5  | 7  | 63 | 39  | 33  | +24 |                          |
| 5   | Royal Antwerp FC            | 26 | 13 | 4  | 9  | 80 | 55  | 30  | +25 |                          |
| 6   | RCS Brugeois                | 26 | 12 | 3  | 11 | 46 | 40  | 27  | +6  |                          |
| 7   | SC Anderlechtois            | 26 | 10 | 6  | 10 | 73 | 67  | 26  | +6  |                          |
| 8   | Standard Liège              | 26 | 8  | 7  | 11 | 41 | 55  | 23  | -14 |                          |
| 9   | K Berchem Sport             | 26 | 11 | 1  | 14 | 63 | 74  | 23  | -11 |                          |
| 10  | White Star Woluwé A.C.      | 26 | 9  | 3  | 14 | 47 | 73  | 21  | -26 |                          |
| 11  | RFC Malinois                | 26 | 8  | 4  | 14 | 61 | 61  | 20  | 0   |                          |
| 12  | KM Lyra                     | 26 | 8  | 3  | 15 | 49 | 75  | 19  | -26 |                          |
| 13  | RC de Gand                  | 26 | 5  | 4  | 17 | 37 | 74  | 14  | -37 | Descenso a la Division I |
| 14  | Belgica FC Edegem           | 26 | 3  | 2  | 21 | 49 | 117 | 8   | -68 | Descenso a la Division I |

PJ = Partidos jugados; PG = Partidos ganados; PE = Partidos empatados; PP = Partidos perdidos; GF = Goles a favor; GC = Goles en contra; Pts = Puntos; DG = Diferencia de goles